# Sanera Ahamadi
 (septembre 2024).
Sanera Ahamadi (née le 4 mai 2002 à Mamoudzou) est une footballeuse professionnelle française qui joue au poste d'attaquante pour le club albanais du KFF Vllaznia Shkodër,.

## Carrière de footballeuse
Repérée à l'âge de 15 ans par le prestigieux club français du FF Nîmes Métropole Gard, elle intègre son académie en 2017.

### Carrière junior
- 2017-2018 : FF Nîmes Métropole Gard (Nîmes,France)[3]
- 2018-2019 : Dijon Football Côte-d'Or (féminines) (Dijon,France)[4]

### Carrière professionnelle
Elle a commencé sa carrière professionnelle en tant que footballeuse professionnelle en 2020 avec son club formateur le club du Dijon Football Côte-d'Or (féminines)
- 2020-2022 : Dijon Football Côte-d'Or (féminines) (Dijon, France)
- 2022-2023 : Football féminin Yzeure Allier Auvergne (Yzeure, France)
- 2023-2024 : FF Nîmes Métropole Gard (Nîmes,France)[5],[6]
- 2024- : KFF Vllaznia Shkodër (Shkodër, Albanie)[7],[8],[9],[10],[11]

## Palmarès
- 2023-2024: Meilleure joueuse mahoraise de l'étranger
- 2024-2025: Meilleure passeuse du championnat albanais
- 2024-2025: Championne nationale du Championnat National de Football Féminin Professionnel de Division 1 d'Albanie[12]
- 2024-2025: Vainqueure de la Coupe nationale Féminine d'Albanie
- 2024-2025: Vainqueure de la Supercoupe nationale Féminine d'Albanie